# Neutralsalz
Neutralsalz ist ein Salz, das in wässriger Lösung weder sauer noch basisch reagiert, d. h. der pH-Wert einer zuvor neutralen Lösung verbleibt nach dem Auflösen eines Neutralsalzes beim Wert 7.
Eine weitere verbreitete Definition, die im Grunde mit der obigen übereinstimmt, versteht Neutralsalze als Salze, die durch die vollständige Neutralisierung einer Säure mit einer Base entstehen.
Salze lassen sich nach dieser Differenzierung in drei Gruppen einordnen: 1. Neutrale Salze: Durch das Lösen des Salzes in einem Lösungsmittel oder einer Lösung bleibt der pH-Wert dieses Lösungsmittels bzw. dieser Lösung unverändert. 2. Saure Salze: Der pH-Wert sinkt dadurch. 3. Basische Salze: Der pH-Wert steigt dadurch.

## Beispiele
- Natriumchlorid – NaCl
- Ammoniumacetat – CH3COONH4

## Geschichte
Durch den amphoteren Charakter der Aminosäuren und Proteine können diese mit Säuren, Basen oder Salzen reagieren. Schon 1879 untersuchte Albrecht Kossel das Verhalten von Proteinen gegenüber Neutralsalzen. Dabei bindet das
Kation des Neutralsalzes an die negativ geladene Carbonsäuregruppe und das Anion an die positiv geladene Ammoniumgruppe. Bei Albuminen wird so die Löslichkeit erhöht (Einsalzen), bei Globulinen erniedrigt (Aussalzen). Paul Pfeiffer und Mitarbeiter verwendeten die Aminosäuren als einfacheres Modellsystem und fanden eine Vielzahl von Kombinationen mit Neutralsalzen. Die Löslichkeit der Aminosäuren wird immer dann erhöht, wenn sie molekulare Verbindungen mit dem Neutralsalz eingehen. Diese Verbindungen können isoliert werden.

## Sonstiges
Der Einfluss von Neutralsalzen auf die Löslichkeit anderer Verbindungen ist insbesondere für die Aminosäuren hinlänglich untersucht und zeigt, dass die Löslichkeit sich in Abhängigkeit von den Kationen- und Anionentypen drastisch ändert. Dieser Effekt ist als Hofmeister-Effekt bekannt und lässt sich auf viele weitere Biomolekülklassen anwenden.